# Pseudocharopinus malleus
Pseudocharopinus malleus is een eenoogkreeftjessoort uit de familie van de Lernaeopodidae. De wetenschappelijke naam van de soort is voor het eerst geldig gepubliceerd in 1832 door Rudolphi in von Nordmann.